# 2. szimfónia (Brahms)
Johannes Brahms 2., D-dúr szimfóniája (op. 73.) az első utáni évben, 1877-ben készült el. Bemutatója 1877. december 30-án volt Bécsben.

## A mű születése
Brahms 1876-ban fejezte be 1. szimfóniáját, amit évtizedekig érlelt, mert sokáig nem érezte magát eléggé érettnek a feladatra, másrészt a nagy példakép, Beethoven szimfóniái, illetve egész munkássága nyomasztólag hatott rá. Ez a bátortalanság – úgy tűnik – az első szimfónia elkészülte után megszűnt benne, mert a következő év nyarán nekilátott a második megírásához. 1877 nyarán Brahms egy Pörtschach nevű üdülőhelyen tartózkodott a Wörthi-tó partján, és Clara Schumann-nak megírta, hogy júniusban elkezdte a komponálást. A munkával az év végére végzett. Az új mű hangulata gyökeresen eltért az előző szimfóniáétól, a szerző is azt mondta róla: olyan vidáman és kedvesen szól, mintha egyenesen egy ifjú házaspár számára íródott volna.
A szimfóniát 1877. december 30-án mutatta be a Bécsi Filharmonikus Zenekar, Richter János vezényletével. Az első szimfóniával ellentétben ezt a művét elismeréssel fogadta a bécsi közönség, és a sikerre jellemző, hogy a harmadik tételt meg is ismételtették.

## A zene
Brahms első szimfóniája drámai, sötét hangvételű volt. Ezt követően szinte törvényszerűnek tűnhet, hogy a második szimfónia ettől könnyedebb, derűsebb lett. Brahmsnak ez a műve dúr hangnemhez köthető, hangneme D-dúr. Érdekes, hogy példaképe, Beethoven 5., c-moll szimfóniája után is dúr szimfóniát írt, a Pastorale szimfóniát, F-dúrban (ráadásul ő is nyáron komponálta művét). A Brahmsra oly jellemző tépelődő hang azért jelen van új szimfóniájában is, egészében mégis élettel, kedéllyel teli, brahmsi mértékkel vidámnak mondható. Formáló elveit tekintve a klasszikus hagyományokhoz igazodik: négytételes, felépítése ebben az értelemben a beethoveni, sőt akár a haydni elveket követi. A klasszikus formát azonban a maga módján átalakítja, amiben fő eszköze – a jellegzetes brahmsi dallamosság mellett – a ritmus: gyakran szabálytalan módon alakítja, sokszor egymásnak ellentmondó ütemezést alkalmaz.
A második szimfónia legfőbb jellemzője a fegyelmezettség, ez jellemzi Brahms egész művészetét. Soha nem ragadja el a szenvedély, arányérzéke, formateremtő képessége óvja meg az esetleges túlzásoktól.

### I. tétel
Allegro non troppo (D-dúr)
A tétel szonátaformában íródott. Bevezető dallama egyszerű, természetes, a csellók és a nagybőgők indítják pianóban, majd a kürtök folytatják. De rövidesen egy hangulatos melódia bontakozik ki az eddigi „semleges” anyagból. Folyamatosan egyre erőteljesebbé válik a zene, és egyre színesebb lesz a zenekar hangzása. A csellók és a brácsák egy új f-moll témába kezdenek, ami majd átvált A-dúrba. A téma bemutatása után a kidolgozás a 302-es ütemnél kezdődik, a második téma pedig a 350-ikben tér vissza. A kódában a főtéma anyagához szépséges melódia társul, a cselló és bőgő játssza a témát, az első hegedű énekel. A tétel kb. 15 perces.

### II. tétel
Adagio non troppo (B-dúr)
A szintén szonátaformában íródott második tétel komorabb hangvételével némiképpen elüt a mű egészének hangulatától, de ezzel Brahmsnak feltehetően az volt a szándéka, hogy ezzel még jobban kihangsúlyozza a többi tétel, s ezzel az egész szimfónia felhőtlenségét, vidámságát, fokozza varázsát, ráadásul gyönyörű dallamok vannak itt is. A tétel komor bevezető témáját a csellók mutatják be az 1–12. ütemben, majd a fagott hoz egy ellentémát. A második téma (L'istesso tempó, ma grazioso) a 33. taktusban jelenik meg. Rövid kidolgozásos szakasz után a visszatérés erősen módosított. A tétel egy kódaszerű résszel zárul, a főtéma ismételt megjelenésével. A tétel hozzávetőlegesen 10 perc hosszú.

### III. tétel
Allegretto grazioso (Quasi Andantino) – Presto ma non assai (G-dúr)
A rondóformájú harmadik tétel elején a csellók pizzicatóval kísérik az oboa G-dúr dallamát. Ebben a tételben is megfigyelhető, Brahms milyen invencióval kezeli a ritmust: a tétel főmotívumát 3/4-ben mutatja be, majd néhány ütemmel később már 2/4-ben folytatja. A későbbiekben ötvözi a két képletet, amikor a gyors, páros ütemből átvezet a nyugodt hármasba: a vonósok még kettes lüktetésben játszanak, miközben a fúvósok már a hármast előlegezik. A zene a 194-es ütemnél visszatér az eredeti tempóhoz, majd békés hangulatban zárul a mintegy 5 perces tétel.

### IV. tétel
Allegro con spirito (D-dúr)
A zárótétel szonátaformában íródott, ebben érezni igazán a túláradó öröm hangját. A tételt a vonósok kezdik, majd a 23. taktusban váratlanul a teljes zenekar lép be, hatalmas fortéval. Ahogy az izgatottság elül, a hegedűk új témát adnak elő, amit majd a fúvósok ismételnek. A 155. ütemtől megismétlődik az első tétel főtémája, majd a tétel kidolgozásos része következik. A középrész a korábbi anyagot dolgozza fel, és a zene lassulása készíti elő a visszatérést. A 244. taktusban ismét az első téma és a zenekari forte következik. A második téma is feltűnik, a tétel pedig diadalmas hangulatban zárul (~9,5 perc).

## Hangszerelés
A szimfónia előadói apparátusa: két fuvola, két oboa, két klarinét, két fagott, négy kürt, két trombita, három harsona, tuba, üstdob és a vonósok.
Előadása – tempóválasztástól függően – körülbelül 40 percet vesz igénybe.

## Hallgassuk meg!
|          |           |            |           |
| I. tétel | II. tétel | III. tétel | IV. tétel |